# 穆罕默德·阿穆拉
穆罕默德·阿明·阿穆拉（阿拉伯語：محمد الأمين عمورة，2000年5月9日—）是一位阿尔及利亚足球运动员，自2024-25赛季起由皇家聖基萊斯聯外借至德甲俱乐部沃尔夫斯堡效力，并代表阿尔及利亚国家足球队参加国际比赛，于场上司职前锋。

## 俱乐部生涯
阿穆拉是在本土的塞提夫协定青年队开始自己的职业生涯。2020年2月17日，他在阿尔及利亚足球甲级联赛对阵阿拉里季堡的比赛中首次代表一线队亮相，于比赛结束前不久替补出场，并在伤停补时阶段射入最后一球，将比分改写为3比0。这也是他当季的唯一一次出场。在接下来的赛季里，这位状态火热的前锋成为一名主力球员，并在为塞提夫协定出战的35场联赛中射入15球。他还随队参加了非洲联盟杯分组赛。2021年夏天，阿穆拉转投瑞士甲级联赛俱乐部卢加诺，并签订了一份为期四年的合同。
2023年8月中旬，阿穆拉转会至比利时职业联赛俱乐部皇家聖基萊斯聯，签订了一份期至2027年届满的合同，并设有可续约多一个赛季的选择权。在代表新东家的首个赛季，他便参加了37场比利时联赛中的32场，射入18球；另参加了9场欧足联欧洲联赛，射入2球，以及参加了4场杯赛，也射入2球，最终帮助球队夺得了比利時盃。
2024年7月初，阿穆拉被租借至德国足球甲级联赛俱乐部沃尔夫斯堡，以参加2024-25赛季比赛，并附带后续购买选择权。2024年9月14日，他在联赛第三轮以1比2不敌和睦法兰克福的比赛中首次代表沃尔夫斯堡出场；两周后，他又在2比2战平斯图加特的比赛中射入德甲处子球。

## 国家队生涯
2021年6月17日，阿穆拉被召入阿尔及利亚A级国家足球队参加友谊赛，这是一支只对国内联赛球员开放的队伍。他在以5-1战胜利比里亚的比赛中射入4球。同年10月，阿穆拉又首次获得阿尔及利亚国家足球队的征召，在2022年世界杯非洲区预选赛以6比1战胜尼日尔的比赛中，于临完场前替补亮相。2023年12月，他又入选阿尔及利亚参加 2023年非洲国家杯的大名单。

### 国家队入球
| # | 日期           | 场地                                           | 对手     | 入球 | 比分 | 赛事                   | 备注   |
| - | -------------- | ---------------------------------------------- | -------- | ---- | ---- | ---------------------- | ------ |
| 1 | 2022年6月8日   | 坦桑尼亚达累斯萨拉姆，本杰明·姆卡帕体育场      | 坦桑尼亚 | 2–0  | 2–0  | 2023年非洲国家杯外围赛 | [ 12 ] |
| 2 | 2022年6月12日  | 卡塔尔多哈，苏海姆·本·哈马德体育场             | 伊朗     | 2–1  | 2–1  | 友谊赛                 | [ 13 ] |
| 3 | 2023年6月18日  | 喀麦隆杜阿拉，加波马体育场                     | 乌干达   | 1–0  | 2–1  | 2023年非洲国家杯外围赛 | [ 14 ] |
| 4 | 2023年6月18日  | 喀麦隆杜阿拉，加波马体育场                     | 乌干达   | 2–0  | 2–1  | 2023年非洲国家杯外围赛 | [ 14 ] |
| 5 | 2023年10月12日 | 阿尔及利亚君士坦丁，沙希德·哈姆拉维体育场      |          | 1–0  | 5–1  | 友谊赛                 | [ 15 ] |
| 6 | 2024年1月9日   | 多哥洛美，凯吉体育场                           |          | 4–0  | 4–0  | 友谊赛                 | [ 16 ] |
| 7 | 2024年10月10日 | 阿尔及利亚安纳巴，1956年5月19日体育场          | 多哥     | 5–1  | 5–1  | 2025年非洲国家杯外围赛 | [ 17 ] |
| 8 | 2024年11月17日 | 阿尔及利亚提济乌祖，侯赛因·艾特·艾哈迈德体育场 | 利比里亚 | 5–1  | 5–1  | 2025年非洲国家杯外围赛 | [ 18 ] |

## 荣誉
卢加诺
- 瑞士杯冠军：2021-22赛季（英语：2021–22 Swiss Cup）[19]

圣吉罗斯联合
- 比利时杯冠军：2023-24赛季（英语：2023–24 Belgian Cup）[20]